# 头道岗水库
头道岗水库是中国吉林省长春市农安县境内的一座水库，位于娘娘庙沟河上，建于1958年。水库正常库容为749万立方米，集雨面积为388平方千米，海拔为184.5米。